# Rezene Tesfazion
Rezene Tesfazion, född 7 maj 1946 i Eritrea i Kejsardömet Etiopien, är en svensk politiker (socialdemokrat). Han var riksdagsledamot (statsrådsersättare) 2002–2006, invald för Uppsala läns valkrets.

## Biografi
Tesfazion bor i Sverige sedan 1974, är svensk medborgare sedan 1980 och har varithemspråkslärare i hemstaden Uppsala.[källa behövs]

### Riksdagsledamot
Tesfazion kandiderade i riksdagsvalet 2002 och blev ersättare. Han var statsrådsersättare för Thomas Östros under perioden 30 september 2002–6 oktober 2006.
I riksdagen var han ledamot i lagutskottet 2002–2006 och suppleant i miljö- och jordbruksutskottet.
Tesfazion kandiderade även i riksdagsvalet 2006, blev åter ersättare och fortsatte att tjänstgöra som statsrådsersättare för Thomas Östros till och med 6 oktober 2006, då Östros återtog sin plats som riksdagsledamot.